# Haabersti
Haabersti là một trong 8 quận hành chính (tiếng Estonia: linnaosa) của Tallinn, thủ đô Estonia. 
Quận có dân số 41.188 người (thời điểm ngày 1 tháng 3 năm 2010).
Haabersti có 12 phó quận (tiếng Estonia: asum):
- Astangu
- Haabersti
- Kakumäe
- Mustjõe
- Mäeküla
- Õismäe
- Pikaliiva
- Rocca al Mare
- Tiskre
- Veskimetsa
- Vismeistri
- Väike-Õismäe